# Sanja Rođak-Karšić
Sanja Rođak-Karšić (16. prosinca 1983.), hrvatska nogometna suditeljica iz Podravskih Sesveta. Suditeljica najvišeg ranga u Hrvatskoj, 1. HNL, iz kategorije pomoćni suci - 1. skupina. Suditeljica na međunarodnim natjecanjima. 24. svibnja 2018. bila je u sudačkoj djevojčadi kao pomoćna suditeljica koja je sudila završnicu Lige prvakinja između Wolfsburga i Lyona te je uvrštena na popis pomoćnih sutkinja za svjetsku nogometno prvenstvo za nogometašice do 20 godina od 5. do 24. kolovoza 2018. u Francuskoj.  Sudila i na Svjetskom i na Europskom prvenstvu, uključujući i finale europske smotre 2017. godine u Nizozemskoj. 28. kolovoza 2020. UEFA ju je odredila za pomoćnu suditeljicu u završnici Lige prvakinja na utakmici Wolfsburga i Lyona 30. kolovoza na stadionu Anoeta u španjolskom San Sebastianu.